# Rémanences
 (janvier 2013).
Si vous disposez d'ouvrages ou d'articles de référence ou si vous connaissez des sites web de qualité traitant du thème abordé ici, merci de compléter l'article en donnant les références utiles à sa vérifiabilité et en les liant à la section « Notes et références ».
 (février 2013).
Rémanences est une revue de création littéraire et artistique. Fondée en 1990 par Yvan Mécif (1962-2010) à Bédarieux, elle se diversifie aujourd'hui par de nouvelles publications comme la collection de poésie Diagonales et la Lettre de la Revue.

## Numéros
- no 1 : Textes de : André Miquel, Derek Walcott, Eugène Savitzkaya, 1 vol., 80 pages, illustration de Pierre Soulages — mars 1990. ;
- no 2 : Textes de : Marthe Robert (dernier texte publié), Silvia Baron Supervielle, Aïgui, Marina Tsvétëva, René Depestre, Jude Stéfan ; 1 vol., 176 pages, illustrations de Pierre Alechinsky — septembre 1992.
- no 3 : Salah Stétié, 1 vol., 230 pages, illustrations de Chu Teh-Chun ; réponses des peintres Ladislas Kijno, Jean Dewasne, Olivier Debré... à un questionnaire sur la peinture… — septembre 1994[2].
- no 4-5 : Paul Valéry, « L’Avenir d’une écriture » ; Actes du colloque international du Cinquantenaire de Montpellier ; 1995 ; 1 vol., 270 pages, illustrations de Constantin Xénakis ; — juin 1995.
- no 6 : Michel Butor (70°anniversaire), Contributions internationales ; 1 vol., 344 pages, — avril 1996.
- no 7 : Monique Demart, « Un poète en travail », 1 volume, 130 pages, illustrations de Jacques Clauzel — avril 1997.
- N° Hors-série : Conférences/Poèmes, (Autour de Monique Demart avec des textes inédits du poète), illustrations de Muriel Bourgeois ; 40 pages — octobre 1997. Volume édité à l’occasion d’un hommage au poète.
- no 8 : Écrits pour Claude Lucas, 90 pages, illustrations de Jacques Villeglé avec des textes de Maurice Blanchot, Jean-Pierre Vernant, Hervé Boucher, Jean Malaurie et une nouvelle inédite de Claude Lucas suivie d'un entretien avec l’auteur… — mars 1998[3].
- no 9 : Notes sur André de Richaud, 120 pages, illustrations d’André Villers, préface de Bernard Noël ; — septembre 1998.
- no 10-11 : Écritures slovènes, 230 pages, illustrations de Jože Ciuha — novembre 2000 avec des textes de Fran Levstik, Ivan Cankar, Ivan Pregelj, MiŠko Kranjec, etc. et un entretien de Boris Pahor avec Yvan Mécif.
- no 12 : Écriture/Peinture, Vol. I : “Généalogies”, par Jacques Villeglé, 32 pages, illustration de l’auteur ; — mars 1999.
- no 13 : Rencontres méditerranéennes, 32 pages, illustrations d’Hassan Massoudy ; (contient le vol. II de la « Série Écriture/Peinture » : “Passeur de signes”, par Lassaâd Métoui — avril 1999.
- no 14 : L’Œuvre insigne, 40 pages, illustrations de Odile Felgine; (contient le vol. III de la « Série écriture/Peinture ») — septembre 1999.
- no 15 : Dialogues avec les arbres, 52 pages ; Recueil publié en marge du colloque Goytisolo de Bédarieux des 26, 27 et 28 mai 2000. Textes inédits de : Antonio Gamoneda, (dernière lettre publiée quelques jours avant sa disparition de José Ángel Valente). (contient le vol. IV de la « Série Écriture/Peinture ». Illustrations de Philippe Jaminet[4].
- no 16 : David Martí, « Poésies et autres textes », 252 pages ; (contient série Écriture/Peinture vol. V) ; Textes et dessins de l’écrivain-peintre franco-catalan David Martí. Textes français, anglais, catalans et espagnols de : Alex Susanna, Javier Tomeo etc. Cahier de création : Entretien avec Gao Xingjian et hommage à Roger Peyrefitte, nouvelle inédite de Claude Lucas— mai 2001.
- no 17 : André Miquel et les voix des deux rives ; Textes de, entre autres : Robert Abirached, Pierre Aubé, Yves Bonnefoy, Boutros Boutros-Ghali, Pierre Larcher, Jacqueline de Romilly, 262 pages, illustrations de l’ensemble : Parvine Curie ; (contient Série Écriture/Peinture, vol. VI)— février 02.
- N° Hors série :À cela seul qui s’accorde dans le silence, Texte d’ Yvan Mécif sur la sculpture de Parvine Curie ; Éd. de luxe, 1 volume, 32 pages sur Vélin d’Arches ; Illustrations : Collage de Parvine Curie — Collection : « Écrit pour… », février 2002.
- no 18 : François Stahly, écrits et propos ; Édition Complète : Entretiens, Souvenirs, Écrits Autobiographiques et Romanesques, Textes sur l’Art, Journaux et Notes diverses, Correspondances, Textes Offerts, Réflexions… Textes de, entre autres), Jean Leymarie, Pierre Descargues, Xavier Masson etc. ; illustrations de l’auteur, nombreux textes inédits. Exemplaire de tête accompagné d’une sérigraphie numérotée et signée de l’artiste ; « Série Écriture/Peinture, vol. VII » — septembre 02.
- no 19 : L’histoire au corps ; textes de, entre autres : Boris Pahor, Gianfranco Bettin, André Miquel, Jean-Claude Xuereb, illustrations de Ladislas Kijno, Parvine Curie, Claude Abeille
- no 20 : La mémoire des mondes ; Texte de : David Marti Hommages de : Christian de Bartillat, Olivier d’Antin, Lydia Harambourg, Yvan Mécif, Anne de Staël. Cahier de Création : Jacqueline de Romilly, François-Bernard Michel, Philippe Despeysses, Marie-Louise Audiberti — mars 08.

## Autres collections
Parmi les autres collections : la Collection de Poésie « Diagonales » - Voix d’ici et d’ailleurs -, dont l'intention est d'accueillir des textes poétiques sans limitation de frontières, sous quelque forme que ce soit, laissant entendre une voix particulière. Des poèmes du monde entier, accompagnés de dessins spécialement exécutés par un artiste. Parmi les titres publiés :
- Philippe Reliquet: D’un loin si sombre (Illustrations de Fred Deux)
- Gaston Compère : Alphabet, ou les Muses en spirales (Illustrations de Pierre Assémat)
- Philippe Despeysses : La ligne du matin (Illustrations de Pierre Boncompain)
- David Marti : La mémoire des mondes, I (Illustrations de l’Auteur)
- Monique Demart : Laisser Mourir (Illustrations de France Ballot-Léna)
- Yvan Mécif : Entre présence et absence(esquisses sur Robert Walser) (Illustrations de Rebecca Holtom)
- Pat Gady : La Guerre de l’Humain (Illustrations de Christine Delepierre)

## Distinctions
La revue a été primée à plusieurs reprises : 
- 8e Trophée Chêne de la Région Languedoc-Roussillon (1998)[réf. nécessaire] ;
- Prix Bernier 2002 (Prix d’ouvrages) de l’Académie des Beaux-Arts[réf. nécessaire] ;
- Prix d’Aumale 2006 de l’Académie française [réf. nécessaire]